# Tencha

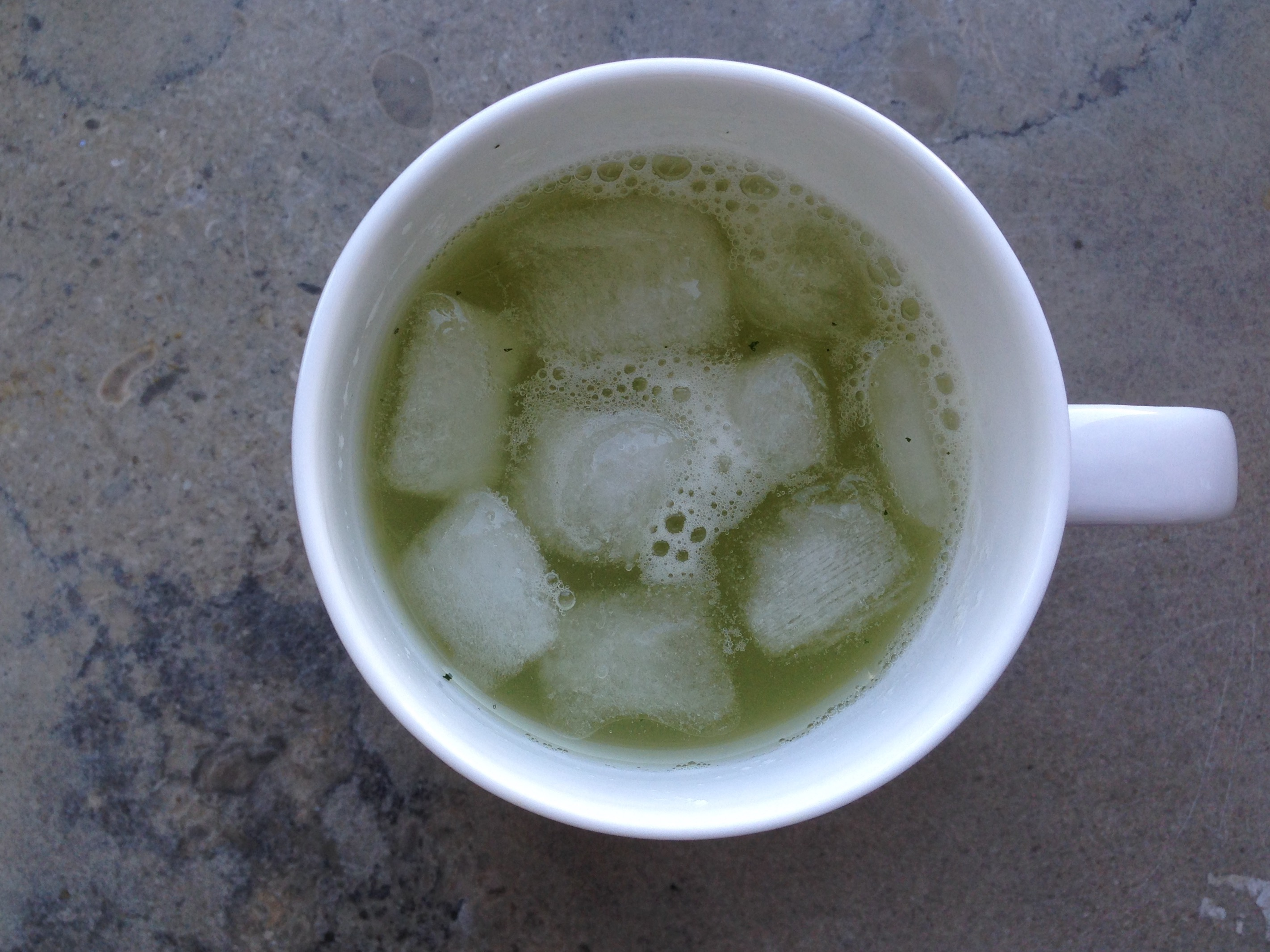
Une tasse de thé tencha glacée

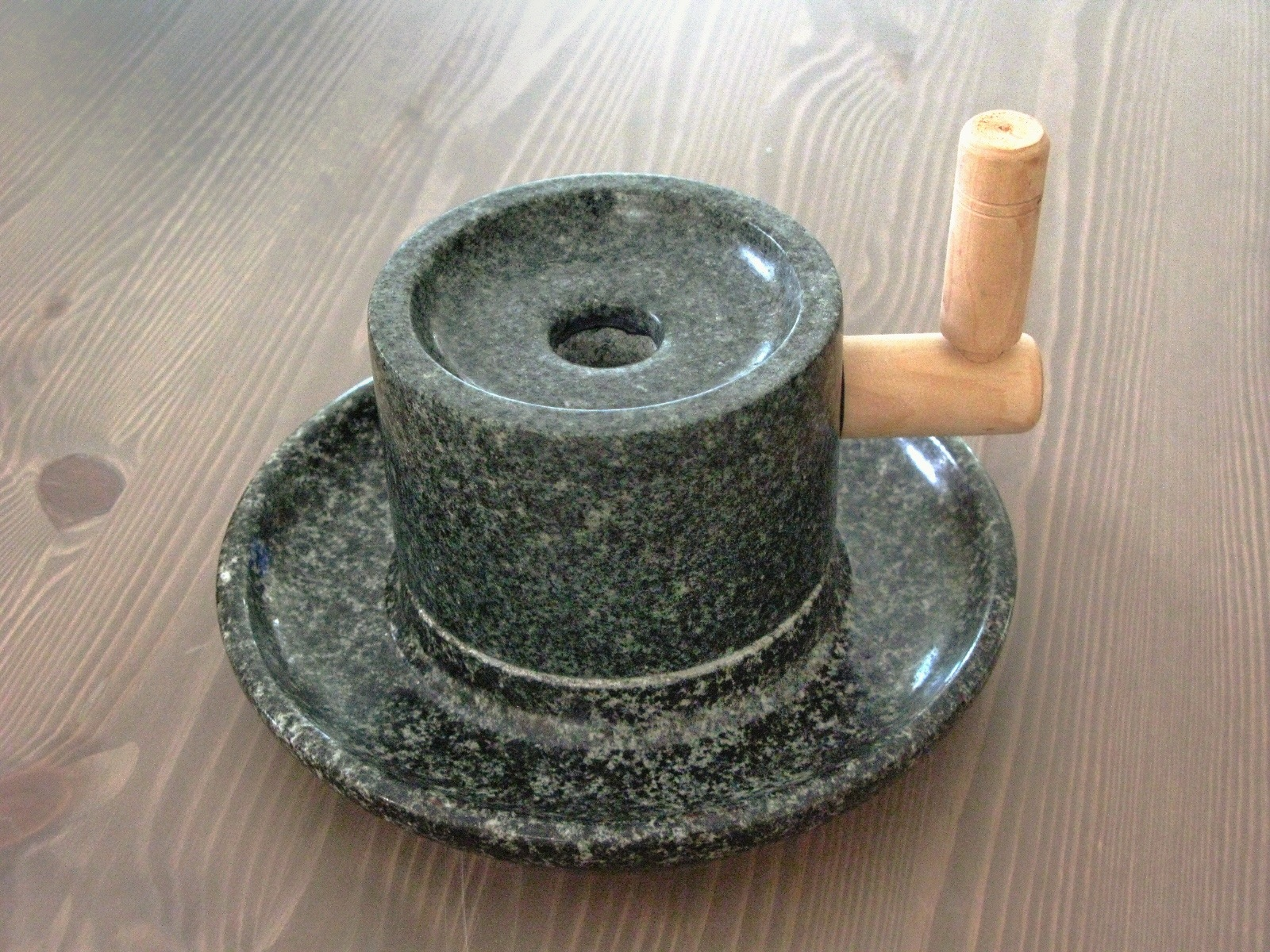
Une presse à tencha qu'on peut utiliser chez soi pour faire du thé matcha.

Le tencha est un type de thé non raffiné, connu pour sa richesse en nutriments,. Il est généralement réduit en poudre à l'aide de meules en pierre pour devenir du matcha.  

## Production et préparation
Comme le gyokuro, le tencha est produit en plantation couverte. Il est riche en théanine.
Après la cueillette, les feuilles sont chauffées à la vapeur environ 20 secondes, ce qui interrompt leur oxydation. Elles sont ensuite passées dans une série de 4 à 5 cheminées successives de 5 à 6 mètres de haut, sous l'effet d'une soufflerie qui les sèche et les refroidit. Ensuite, les feuilles passent dans le tencha-ro ou « four à tencha » et sèchent à 180 °C puis à 100 °C.Les tiges sont ensuite séparées des feuilles, et ces feuilles passent par une dernière phase de séchage. À la fin du processus, les feuilles ont une humidité de 4 à 5 %.
Une fois ces feuilles broyées et réduites en poudre, on obtient du thé matcha.